# Pyrgomantis ornatipes
Pyrgomantis ornatipes är en bönsyrseart som beskrevs av Bolivar 1922. Pyrgomantis ornatipes ingår i släktet Pyrgomantis och familjen Tarachodidae. Inga underarter finns listade i Catalogue of Life.